# Køge
Køge (dán kiejtése:  [ˈkʰøː(jə] , régebbi írásmóddal Kjøge) egy tengeri kikötőváros a Køge Bug (Køge-öböl) partján, Koppenhágától 39 km-re délnyugatra. Sjælland régióban fekszik, Køge község székhelye. 2022-ben a városnak 38 304 lakosa volt.

## Története
Køge Dánia legrégebbi kikötője. A város első említése 1288-ból való, mint kereskedelmi központ. 1608–1615 között egy jelentős boszorkányüldözés zajlott a városban, ennek során 15 embert ítéltek el és égettek meg. 
A mostani kikötő története egészen 1411-re nyúlik vissza, számos bővítésen esett át az idők folyamán alatt. Az öbölben a Dán Svéd háború során 1710-ben egy csata zajlott, melyet egy vihar akasztott meg. 1807-ben A Koppenhágát támadó Brit sereg legyőzte Køge környékén összegyűlt Dán seregeket, akik menekülés közben otthagyták facipőiket, a csatát erre emlékezve a "Fapapucsos csata" néven emlegetik. Køge az 1800-as évek végéig kisváros volt, majd az ipari forradalom éveitől egyre gyarapodott elhelyezkedése miatt. A kikötő napjainkban is jelentős kereskedelmi és katonai fontossággal bír.

## Közlekedése
A kikötőből 2002 óta kompjárat közlekedik Rønne-ba Bornholm szigetén, a BornholmerFærgen cég hajóival.
Vonattal a Koppenhágába tartó S-vonat (S-tog) vonal indul a városból. Roskilde és Næstved felé regionális vonat meg, míg Stevns felé helyi érdekű vasút közlekedik. 
Køge várostól északnyugatra három autópálya Y elágazása lett kiépítve: E20, E47 és E55 utak találkoznak.

## Turizmus
Køge legfontosabb nevezetességei:
- Vallø kastély 7 kilométerre délre található Køge városközpontjától.

## Képgaléria

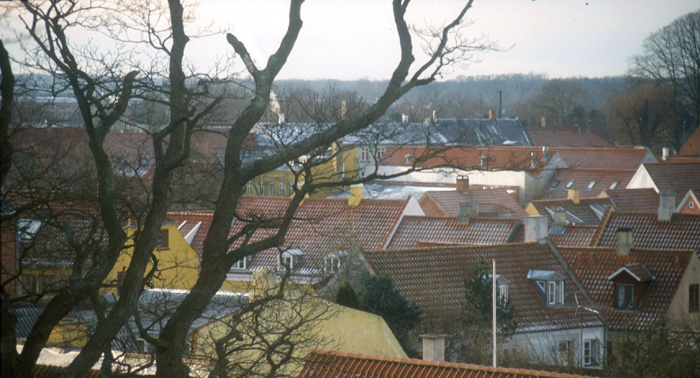
Køge télen
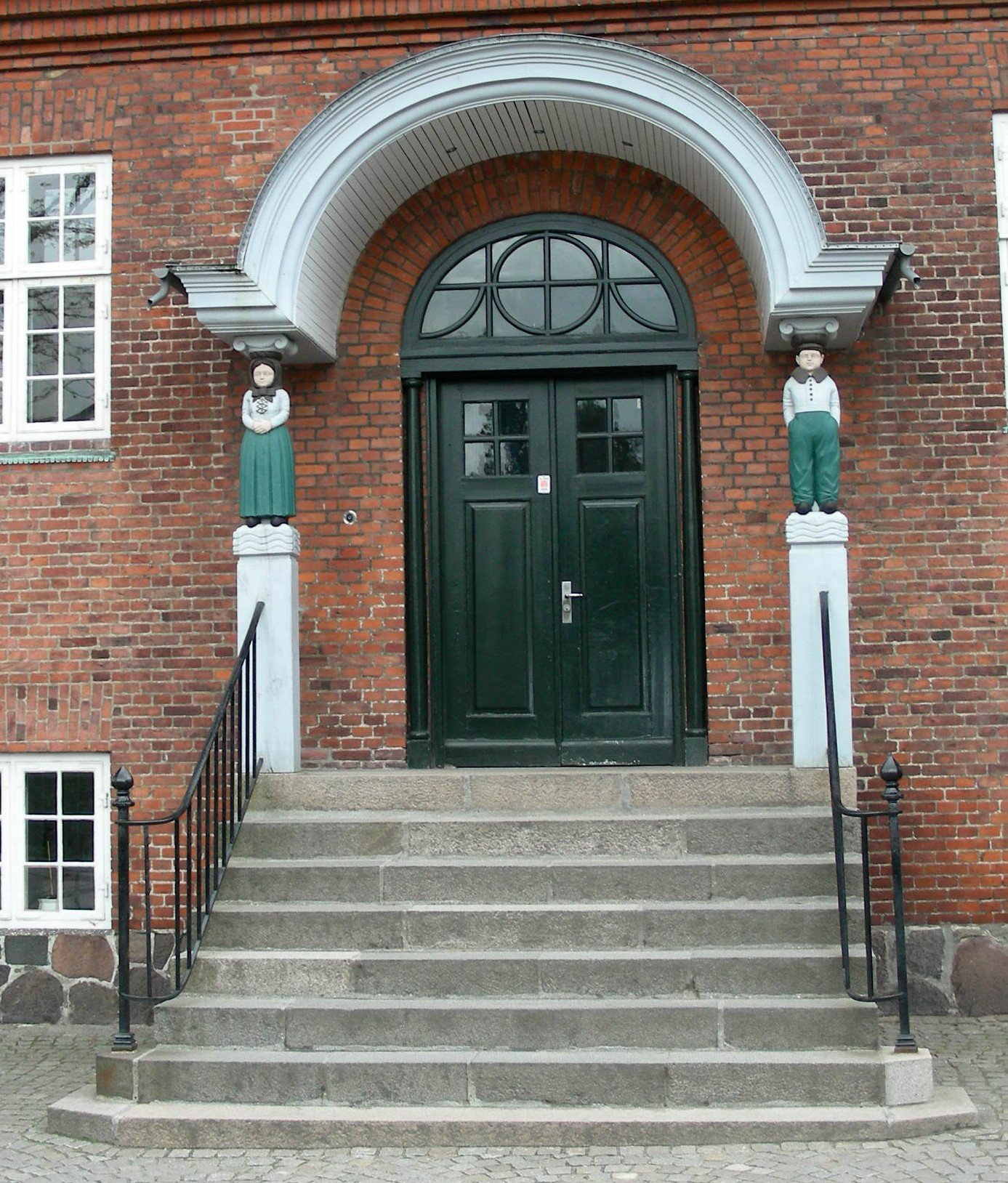
Az egykori Tøxens iskola felújított bejárata (jelenlegi neve Sankt Nicolai Skole Nord)
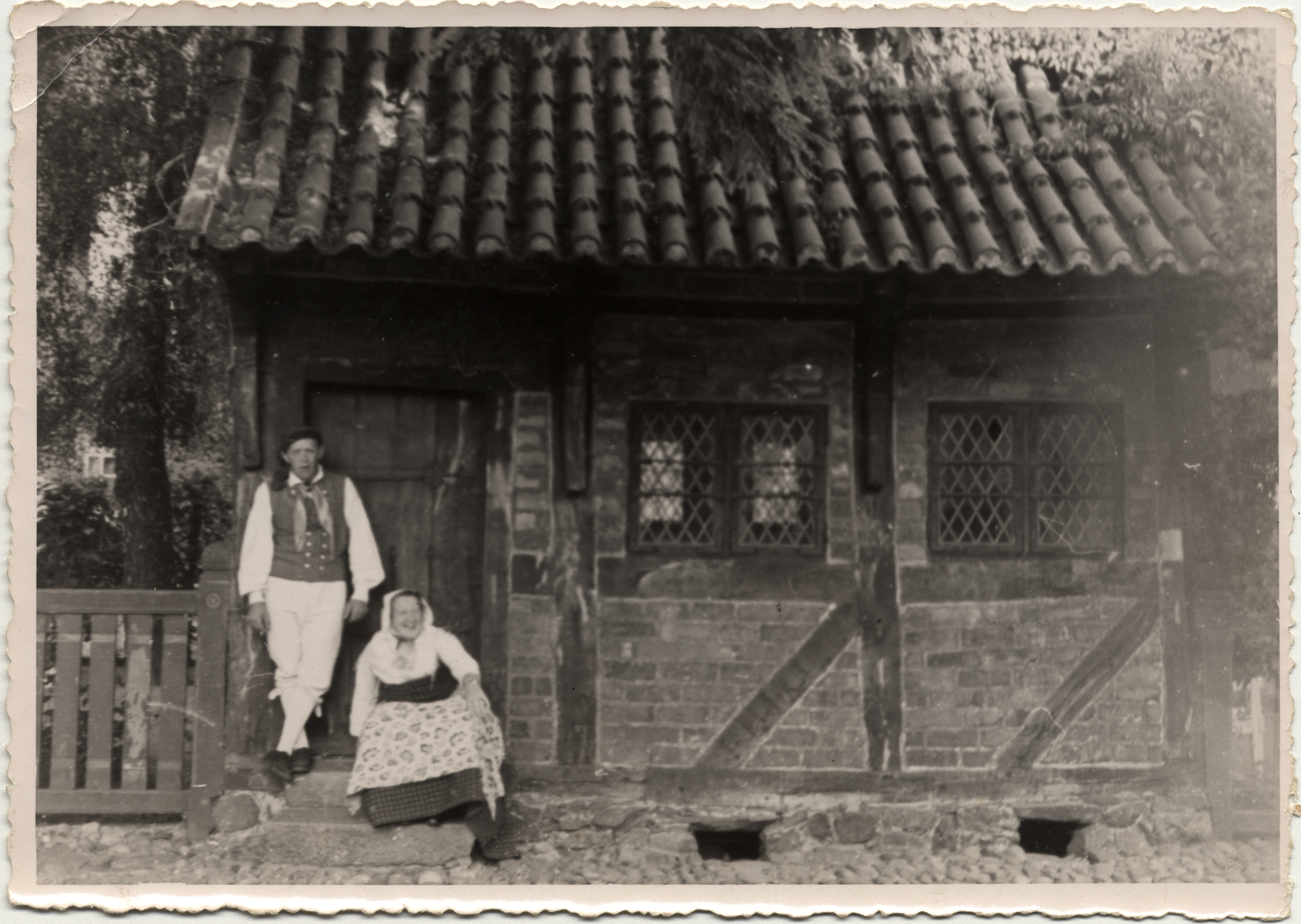
Køge legrégebbi háza, ami egyúttal a legrégebbi félig ácsolt épület Dániában.
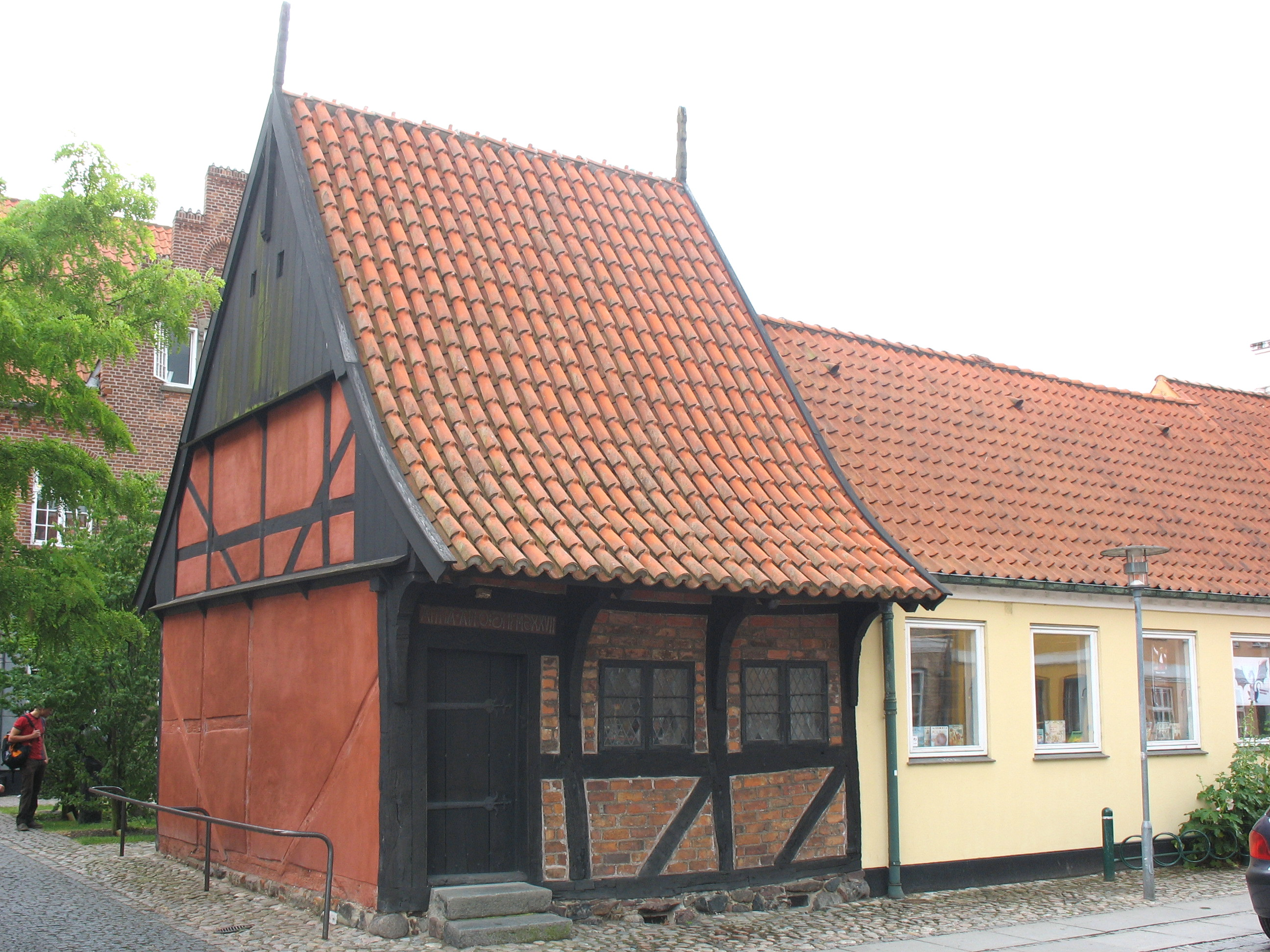
Egy új fotó Køge legrégebbi házáról, épült 1527-ben
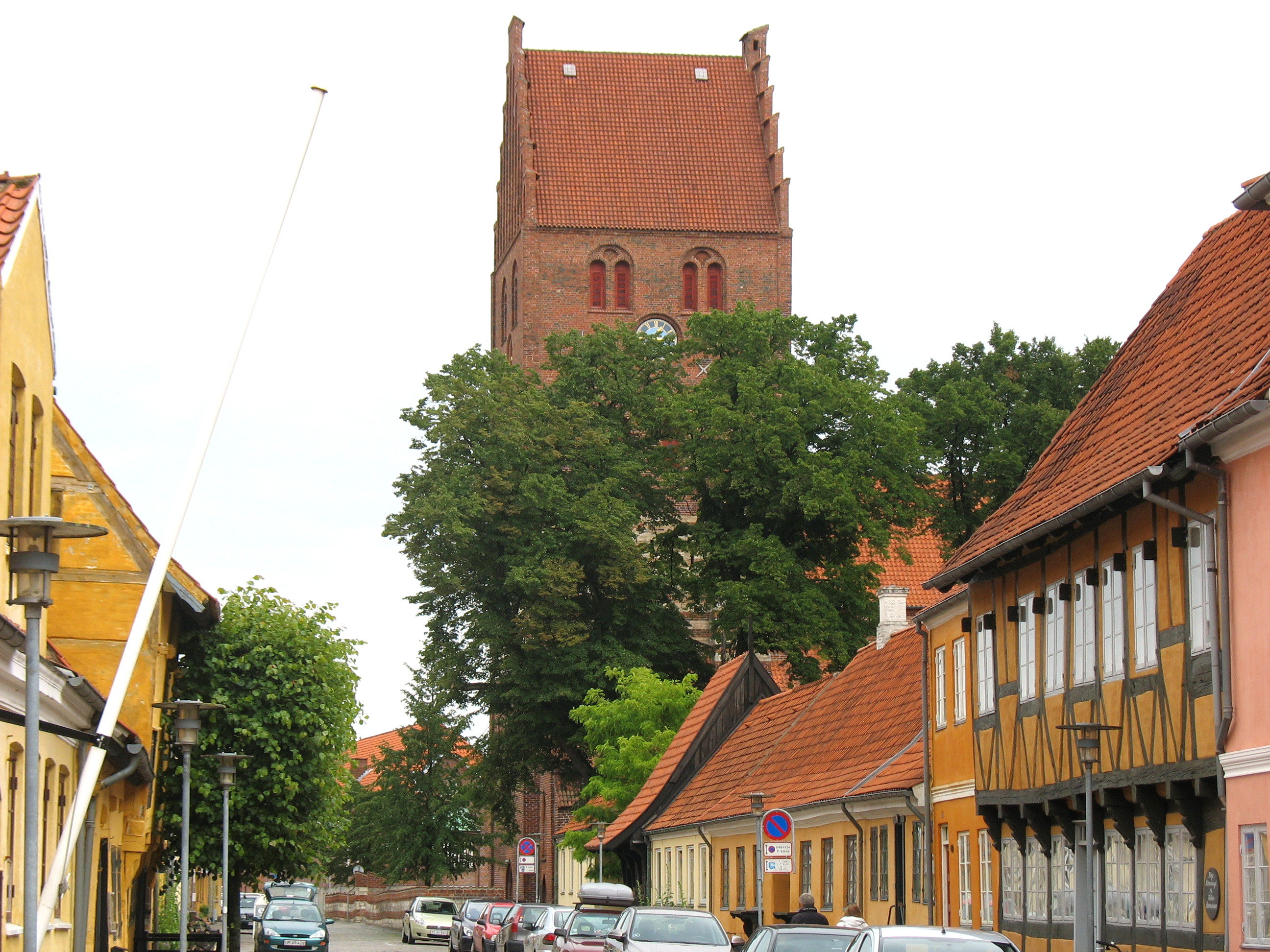
A Kirkestræde (Templom utca) látképe Køge. A fák mögött Køge's temploma a Sankt Nicolai Kirke
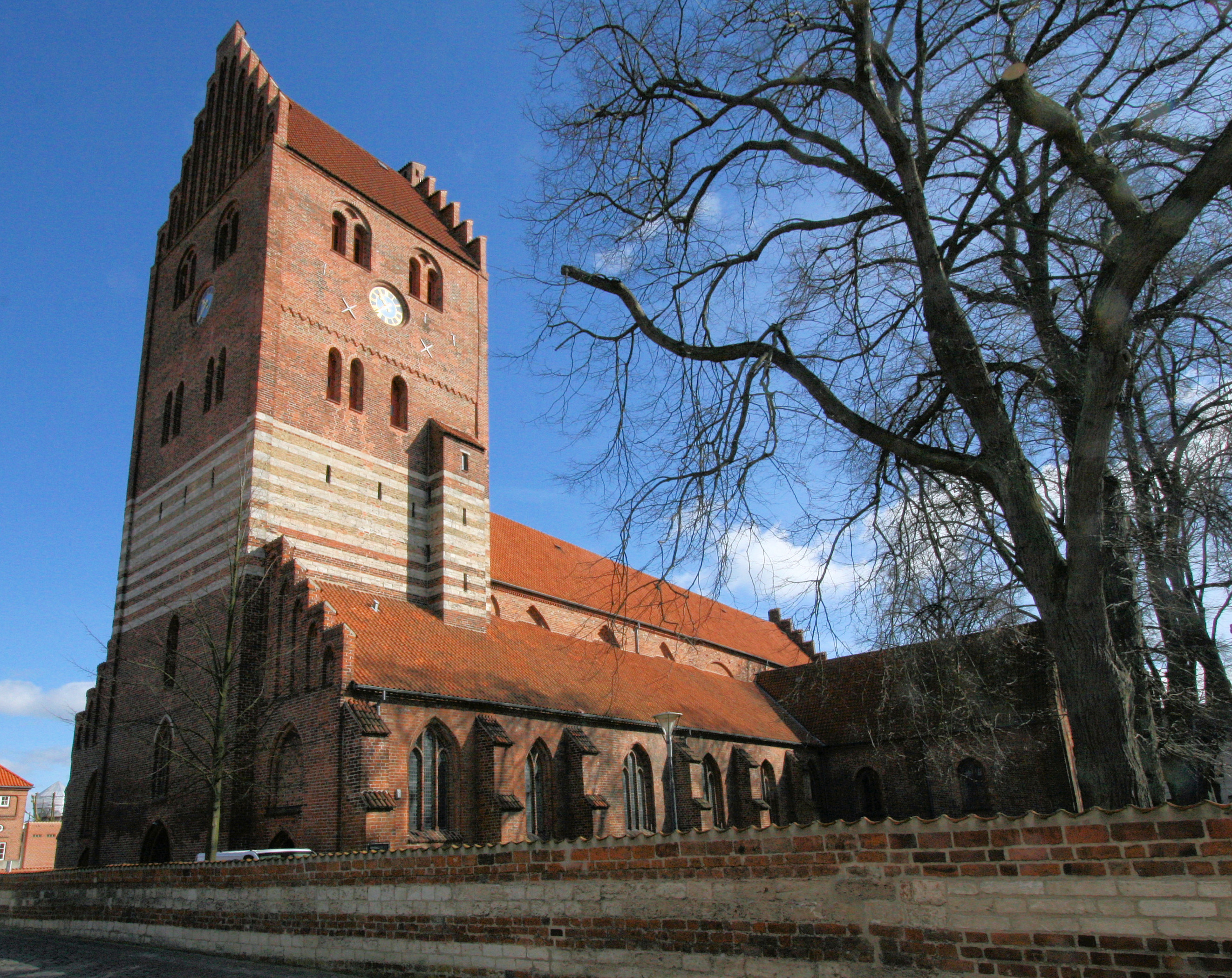
Køge temploma (Sankt Nicolai Kirke)
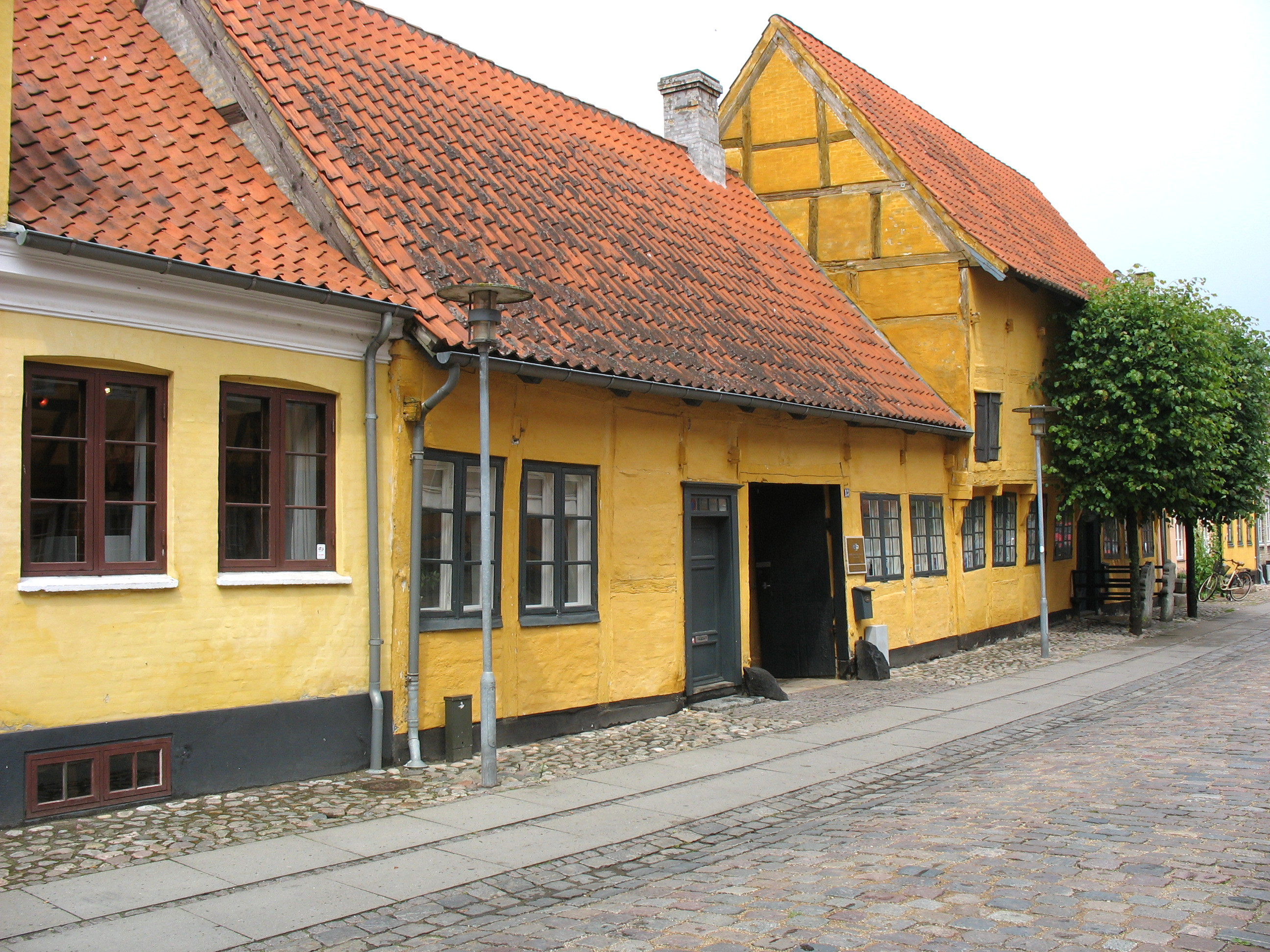
öreg házak a Templom utcában (Kirkestræde)
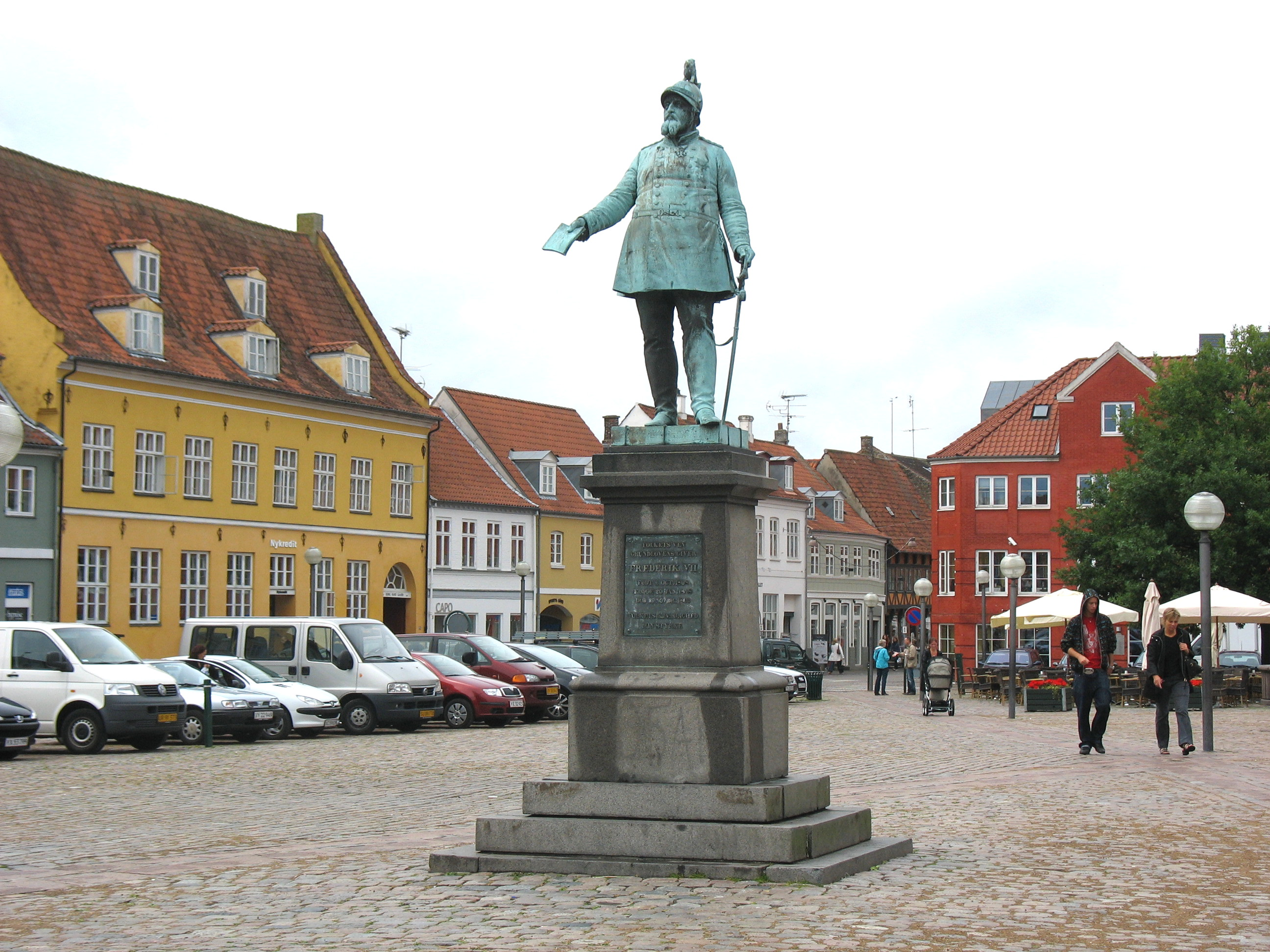
VII. Frigyes dán király szobra Køge főterén
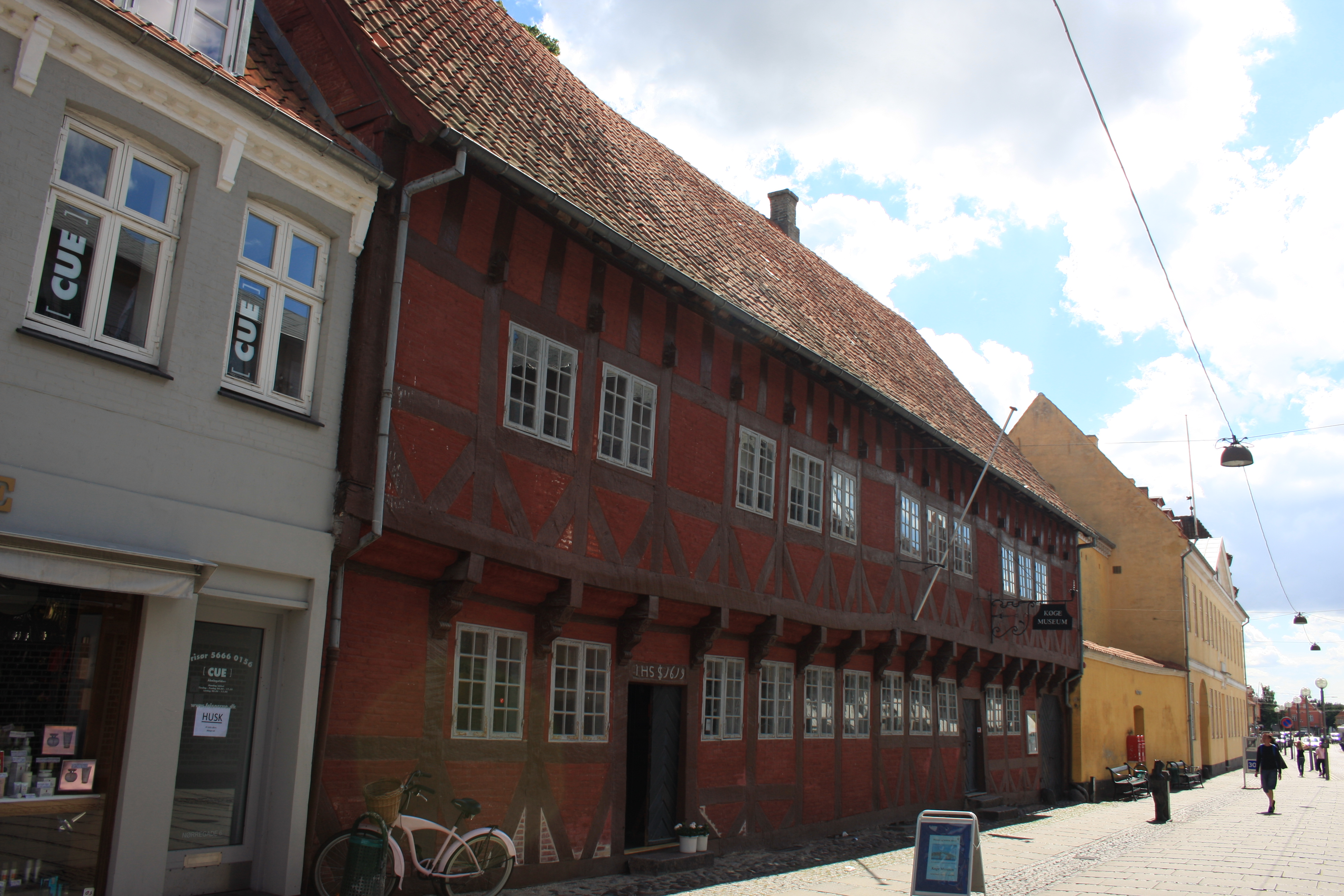
Køge városi múzeuma a sárgára festett városházával a háttérben.
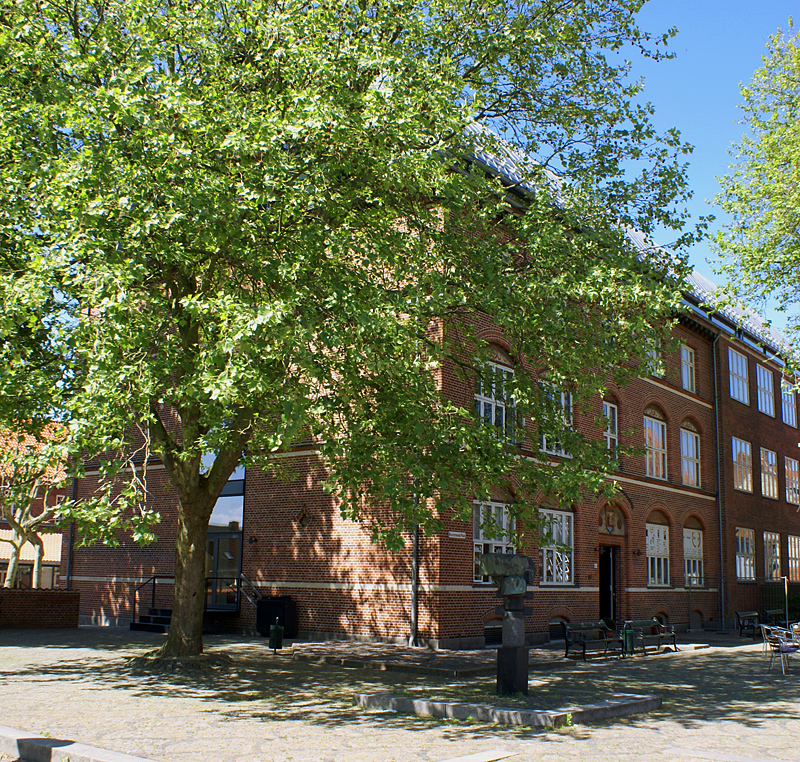
KØS - szabadtéri művészeti kiállítás
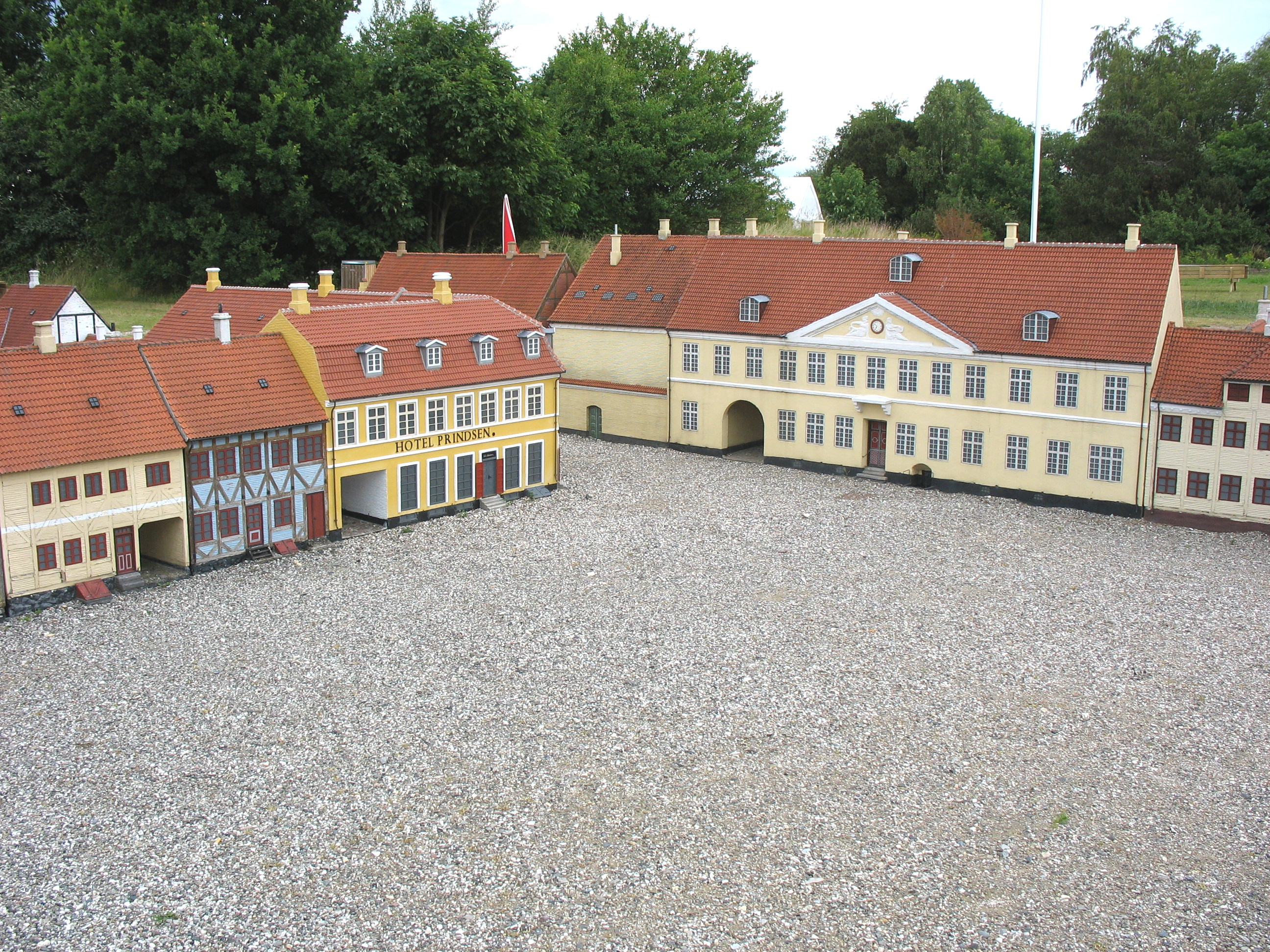
A történelmi város kicsinyített változata - Kjøge Miniby
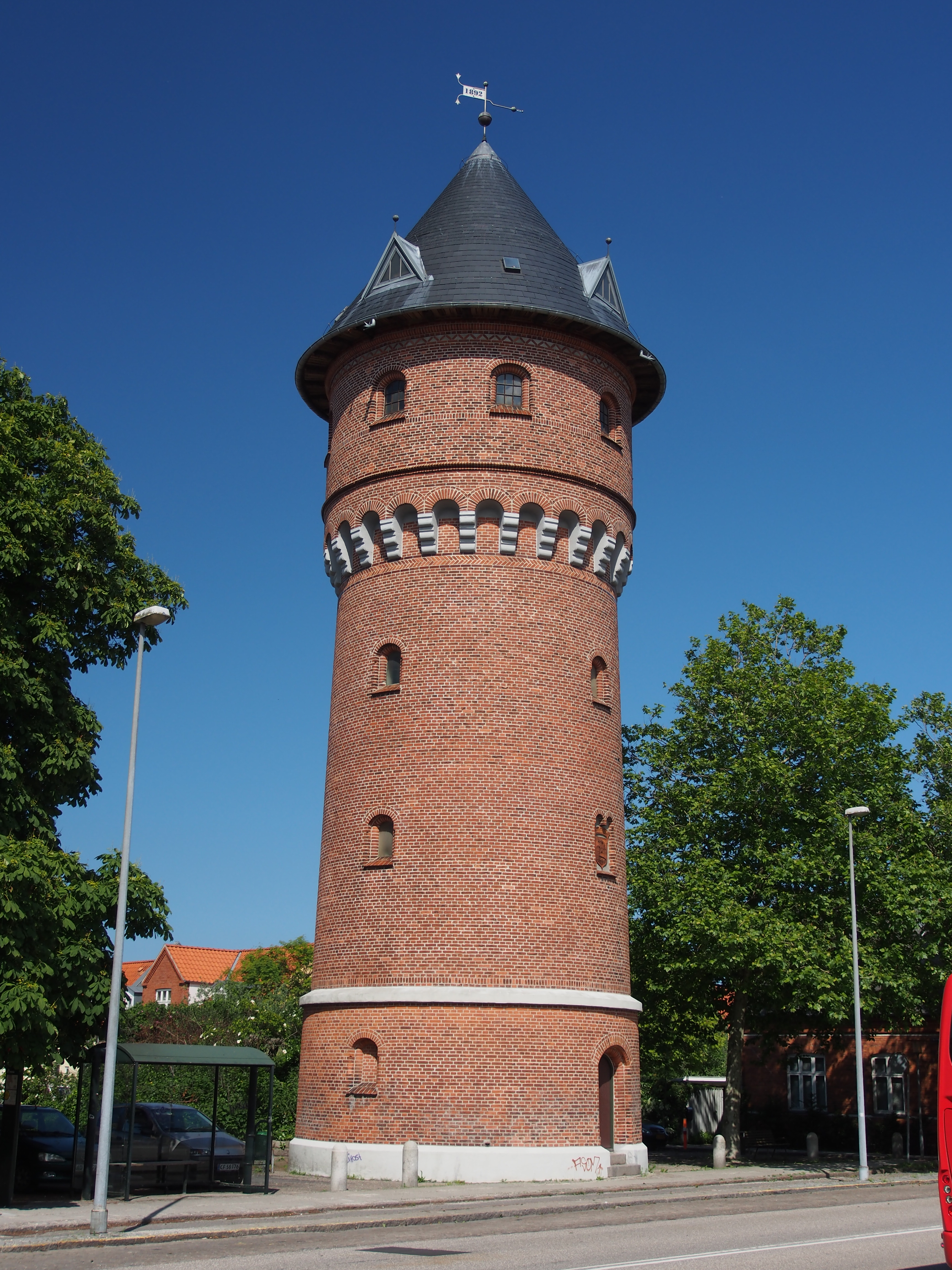
Køge víztornya